# Nordendorf
Nordendorf – miejscowość i gmina w Niemczech, w kraju związkowym Bawaria, w rejencji Szwabia, w regionie Augsburg, w powiecie Augsburg, siedziba wspólnoty administracyjnej Nordendorf. Leży częściowo na terenie Parku Natury Augsburg – Westliche Wälder, około 25 km na północ od Augsburga, przy drodze B2 i linii kolejowej Monachium – Norymberga.

## Polityka
Wójtem gminy jest Elmar Schöniger, rada gminy składa się z 14 osób.
|      | CSU | SPD/AB | FW Nordendorf/Blankenburg | Freier Bürgerblock | Freie Wähler Gruppe | Razem |
| 2008 | 5   | 5      | 4                         | -                  | -                   | 14    |
| 2002 | 4   | 4      | -                         | 4                  | 2                   | 14    |